# Carl Heinze
Carl Heinze (* 1853; † nach 1905) war ein deutscher Architekt und preußischer Regierungsbaumeister. Er war in den 1880er Jahren am Bau des Pathologisch-Anatomischen Instituts der Philipps-Universität Marburg beteiligt.  

## Leben
Über Heinzes Herkunft und Ausbildung ist bislang wenig bekannt. Er wird in Marburg ab 1886 als Bauleiter beim Neubau des Pathologisch-Anatomischen Instituts erwähnt.  
Er ist bis 1905 archivalisch belegt, sein genaues Sterbedatum ist unbekannt.

## Wirken
Die ersten Entwürfe für das Pathologisch-Anatomische Institut in Marburg stammten vom Universitätsarchitekten Albrecht Meydenbauer und dem Regierungsbaurat Bernhard Zölffel (1884). Zwischen Oktober 1886 und Februar 1887 folgten weitere Entwürfe von Universitätsarchitekt Kirchhoff und Regierungsbaurat Heinze.
Heinze war dabei nachgewiesen für verschiedene Pläne verantwortlich, darunter Lageplan, Entwürfe, Aufrisse, Schnitte und Grundrisse (1886) sowie ein Aufriss des Gebäudes (1889). Das Gebäude wurde 1889 eröffnet und ist heute als Anatomie-Zytobiologie Robert-Koch-Straße 6 bekannt. Es zählt zu den markanten Institutsbauten der Philipps-Universität aus der Zeit der wissenschaftlichen Expansion im späten 19. Jahrhundert und steht unter Denkmalschutz.